# Qaf (cirillico)
La Қ, minuscolo қ, è una lettera dell'alfabeto cirillico, chiamata qaf. Viene usata nella versione cirillica modificata per la lingua kazaka, uzbeca, tagika e abcasa. È una К con una cediglia laterale a destra. In kazaco ed uzbeco rappresenta una consonante occlusiva uvulare sorda /q/. In abcaso rappresenta la occlusiva velare sorda /k/.
Il nome della lettera trae origine dal nome della lettera ق qaf dell'alfabeto arabo.

## Traslitterazione
In kazaco viene traslitterato come q o kh, in uzbeco viene traslitterato come q ed in abcaso viene traslitterato come ķ.